# Emise skleníkových plynů

Roční emise skleníkových plynů na osobu (výška svislých sloupců) a na zemi (plocha svislých sloupců) v patnácti zemích s vysokými emisemi.

Spotřeba energie prudce roste a je hlavním zdrojem emisí

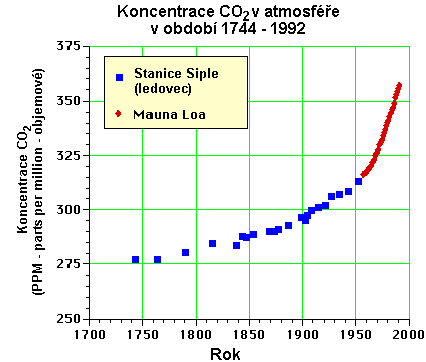
Koncentrace CO_{2} v atmosféře od roku 1740 (proxy data a následně instrumentální data)

Emise skleníkových plynů z lidské činnosti posilují skleníkový efekt a přispívají ke změně klimatu. Oxid uhličitý (CO2) ze spalování fosilních paliv, jako je uhlí, ropa a zemní plyn, je jedním z nejdůležitějších faktorů způsobujících změnu klimatu. Největším producentem emisí je Čína následovaná Spojenými státy, i když Spojené státy mají vyšší emise na obyvatele. Hlavními producenty emisí skleníkových plynů na celém světě jsou velké ropné a plynárenské společnosti. Emise způsobené lidskou činností zvýšily množství oxidu uhličitého v atmosféře přibližně o 50 % oproti hodnotám před průmyslovou revolucí. Rostoucí úroveň emisí se liší, ale je konzistentní mezi všemi skleníkovými plyny. V roce 2010 činily emise v průměru 56 miliard tun ročně, což je více než v kterémkoli předchozím desetiletí. Celkové kumulativní emise od roku 1870 do roku 2017 činily 425±20 GtC (1539 GtCO2) z fosilních paliv a průmyslu a 180±60 GtC (660 GtCO2) ze změn ve využívání půdy. Změna využívání půdy, jako je odlesňování, způsobila v letech 1870–2017 přibližně 31 % kumulativních emisí, uhlí 32 %, ropa 25 % a plyn 10 %. Procento nejbohatší lidí na světě emituje jako dvě třetiny nejchudších lidí.
Oxid uhličitý (CO2) je dominantně emitovaným skleníkovým plynem (člověkem), je nejvýznamnějším skleníkovým plynem (má na svědomí více než polovinu oteplování), zatímco emise metanu (CH4) mají téměř stejný krátkodobý dopad. Oxid dusný (N2O) a fluorované plyny (F-plyny) hrají ve srovnání s ním menší roli.
Výroba elektřiny, tepla a doprava jsou hlavními producenty emisí; celkově je energetika zodpovědná za přibližně 73 % emisí. Odlesňování a další změny ve využívání půdy rovněž emitují oxid uhličitý a metan. Největším zdrojem antropogenních emisí metanu je zemědělství, těsně následované vypouštěním plynů a fugitivními emisemi z průmyslu fosilních paliv. Největším zdrojem metanu v zemědělství je chov hospodářských zvířat. Zemědělská půda emituje oxid dusný částečně díky hnojivům. Podobně fluorované plyny z chladicích zařízení hrají v celkových lidských emisích významnou roli.
Současná míra emisí ekvivalentu CO2, která činí v průměru 6,6 tuny na osobu a rok, je mnohem více než dvojnásobná oproti odhadované míře 2,3 tuny, která je nutná pro udržení nárůstu o 1,5 °C oproti předindustriálnímu období do roku 2030 podle Pařížské dohody. Roční emise na obyvatele v průmyslových zemích jsou obvykle až desetkrát vyšší než průměr v rozvojových zemích.
Uhlíková stopa (neboli stopa skleníkových plynů) slouží jako ukazatel pro porovnání množství skleníkových plynů vypouštěných během celého životního cyklu od výroby zboží nebo služby v dodavatelském řetězci až po jejich konečnou spotřebu. Uhlíkové účetnictví (neboli účetnictví skleníkových plynů) je rámec metod pro měření a sledování toho, kolik skleníkových plynů organizace vypouští.

## Přehled hlavních zdrojů

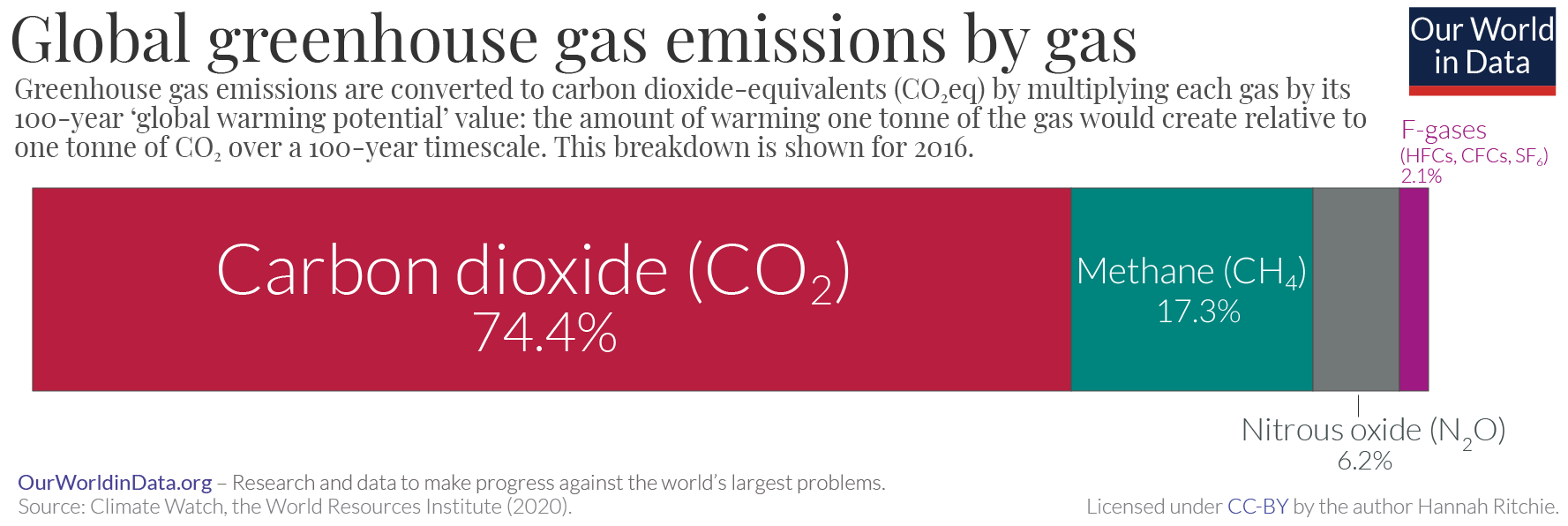
Celosvětové emise skleníkových plynů podle druhu skleníkových plynů: V roce 2016 tvořil většinu (74 %) CO_{2}, následovaný metanem (17 %).

### Významné skleníkové plyny
Hlavními antropogenními (lidského původu) zdroji skleníkových plynů jsou oxid uhličitý (CO2), oxid dusný (N2O), metan, tři skupiny fluorovaných plynů (hexafluorid síry (SF6), fluorované uhlovodíky (HFC) a perfluorované uhlovodíky (PFC) a trifluorid dusíku (NF3). Přestože skleníkový efekt je do značné míry způsoben vodní párou, emise vodní páry způsobené lidskou činností se na oteplování významně nepodílejí.
Ačkoli freony patří mezi skleníkové plyny, jsou regulovány Montrealským protokolem, který byl motivován spíše příspěvkem freonů k poškozování ozonové vrstvy než jejich příspěvkem ke globálnímu oteplování. Úbytek ozonu má na oteplování díky skleníkovým plynům jen nepatrný vliv, ačkoli se tyto dva procesy v médiích někdy zaměňují. V roce 2016 dosáhli vyjednavači z více než 170 zemí, kteří se sešli na summitu Programu OSN pro životní prostředí, právně závazné dohody o postupném vyřazení fluorovaných uhlovodíků (HFC) v Kigalském dodatku k Montrealskému protokolu.

### Lidské aktivity
Přibližně od roku 1750 lidská činnost zvyšuje koncentraci oxidu uhličitého a dalších skleníkových plynů. V roce 2021 byly naměřené koncentrace oxidu uhličitého v atmosféře téměř o 50 % vyšší než před průmyslovou revolucí.
Přírodní zdroje oxidu uhličitého jsou téměř 20krát větší než zdroje způsobené lidskou činností, ale v obdobích delších než několik let jsou přírodní zdroje těsně vyváženy přírodními propady, především fotosyntézou sloučenin uhlíku rostlinami a mořským planktonem. Absorpce pozemského infračerveného záření dlouhovlnnými absorpčními plyny činí ze Země méně účinný zářič. Proto, aby Země vyzařovala tolik energie, kolik jí pohlcuje, musí globální teplota vzrůst.
Hlavními zdroji skleníkových plynů v důsledku lidské činnosti (nazývaných také zdroje uhlíku) jsou:
- Spalování fosilních paliv a odlesňování: Odhaduje se, že spalování fosilních paliv v roce 2015 vypustilo 62 % skleníkových plynů způsobených lidskou činností.[25] Největším jednotlivým zdrojem jsou uhelné elektrárny, které od roku 2021 vypouštějí 20 % skleníkových plynů.[26]
- Změna využití půdy (především odlesňování v tropech) se na celkových antropogenních emisích skleníkových plynů podílí přibližně čtvrtinou.[27]
- Enterická fermentace hospodářských zvířat a hospodaření s hnojem,[28] pěstování rýže, změny ve využívání půdy a mokřadů, uměle vytvořená jezera, ztráty z potrubí a emise z krytých odvětrávaných skládek, které vedou k vyšším koncentracím metanu v atmosféře. Zdrojem atmosférického metanu je také mnoho novějších plně odvětrávaných septiků, které posilují a cíleně využívají proces fermentace.[29]
- Používání chlorfluoruhlovodíků (CFC) v chladicích systémech a používání CFC a halonů v protipožárních systémech a výrobních procesech.
- Zemědělská půda emituje oxid dusný (N2O) částečně v důsledku používání hnojiv.[30]
- Největším zdrojem antropogenních emisí metanu je zemědělství, těsně následované vypouštěním plynů a fugitivními emisemi z průmyslu fosilních paliv.[31][32] Nejvíce emisí produkuje skot (chovaný jak pro hovězí maso a mléko, tak pro nejedlé produkty, jako je hnůj a tažná síla), což představuje přibližně 65 % emisí v odvětví živočišné výroby.[33]

## Emise podle typu skleníkových plynů
Dominantním emitovaným skleníkovým plynem je oxid uhličitý (CO2), zatímco emise metanu (CH4) mají téměř stejný krátkodobý dopad. Oxid dusný (N2O) a fluorované plyny (F-plyny) hrají ve srovnání s ním menší roli.
Emise skleníkových plynů se měří v ekvivalentech CO2 určených podle jejich potenciálu globálního oteplování (PGO), který závisí na jejich životnosti v atmosféře. Odhady do značné míry závisí na schopnosti oceánů a pevnin tyto plyny absorbovat. Krátkodobé látky znečišťující klima včetně metanu, fluorovaných uhlovodíků, troposférického ozonu a černého uhlíku přetrvávají v atmosféře po dobu od několika dnů do 15 let, zatímco oxid uhličitý může v atmosféře zůstat po tisíciletí. Snížením emisí krátkodobých látek znečisťující klima lze snížit probíhající míru globálního oteplování téměř o polovinu a snížit předpokládané oteplování Arktidy o dvě třetiny.
Emise skleníkových plynů v roce 2022 byly odhadnuty na 53,8 Gt CO2eq.
Zatímco v dlouhodobém horizontu jsou zmírňující opatření pro dekarbonizaci zásadní, v krátkodobém horizontu by mohla vést k slabému oteplení, protože některé zdroje emisí uhlíku často současně emitují i znečištění ovzduší. Aerosoly (jde o oxidy síry, oxidy dusíku a těkavé organické látky), které se tak dostávají do atmosféry, snižují oslunění povrchu a tím dochází k ochlazování. Proto je pro dosažení cílů v oblasti klimatu zásadní spojit opatření zaměřená na oxid uhličitý s opatřeními zaměřenými na znečišťující látky s krátkou životností, které mají rychlejší účinky na klima.

### Oxid uhličitý (CO2)
- Fosilní paliva: ropa, plyn a uhlí (89 %) jsou hlavní příčinou antropogenního globálního oteplování s ročními emisemi 36,8 GtCO2 v roce 2023.[40]
- Výroba cementu (4 %) se odhaduje na 1,42 GtCO2.
- Změna využívání půdy je nerovnováha mezi odlesňováním a zalesňováním. Odhady jsou velmi nejisté a činí 4,5 GtCO2. Samotné lesní požáry způsobují roční emise přibližně 7 GtCO2.
- Neenergetické využívání paliv, ztráty uhlíku v koksárenských pecích a spalování při těžbě ropy.[41]

### Metan (CH4)
Metan má vysoký okamžitý dopad s pětiletým potenciálem globálního oteplování až 100. Současných 389 Mt emisí metanu má zhruba stejný krátkodobý účinek na globální oteplování jako emise CO2 s rizikem vyvolání nevratných změn klimatu a ekosystémů. V případě metanu by snížení emisí o přibližně 30 % pod současnou úroveň vedlo ke stabilizaci jeho koncentrace v atmosféře.
- Fosilní paliva (32 %) jsou opět příčinou většiny emisí metanu, včetně těžby uhlí (12 % celkového množství metanu), distribuce a úniků plynu (11 %) a vypouštění plynu při těžbě ropy (9 %).[41]
- Dominantním zdrojem jsou hospodářská zvířata (28 %), z toho skot (21 %), následovaný buvoly (3 %), ovcemi (2 %) a kozami (1,5 %).[41]
- Lidský odpad a odpadní vody (21 %): při rozkladu odpadní biomasy na skládkách a organických látek v domácích a průmyslových odpadních vodách vzniká značné množství metanu.[41]
- Pěstování rýže (10 %) na zaplavených rýžových polích je dalším zemědělským zdrojem, kde při anaerobním rozkladu organického materiálu vzniká metan.[41]

### Oxid dusný (N2O)
N2O má vysoký PGO a významný potenciál poškozování ozonové vrstvy. Odhaduje se, že potenciál globálního oteplování N2O za 100 let je 265krát vyšší než CO2. V případě N2O by pro stabilizaci bylo nutné snížení o více než 50 %.
Většina emisí (56 %) oxidu dusného pochází ze zemědělství, zejména z produkce masa: skot (trus na pastvinách), hnojiva, zvířecí hnůj. Další příspěvky pocházejí ze spalování fosilních paliv (18 %) a biopaliv a z průmyslové výroby kyseliny adipové a kyseliny dusičné.

### F-plyny
Mezi fluorované plyny patří fluorované uhlovodíky (HFC), perfluorované uhlovodíky (PFC), hexafluorid síry (SF6) a trifluorid dusíku (NF3). Používají se v rozvodných zařízeních v energetice, při výrobě polovodičů, při výrobě hliníku a jsou z velké části zdrojem SF6. Pokračující postupné snižování výroby a používání HFC podle Kigalského dodatku Montrealského protokolu pomůže snížit emise HFC a současně zlepšit energetickou účinnost spotřebičů, které používají HFC, jako jsou klimatizace, mrazničky a další chladicí zařízení.

### Vodík (H)
Úniky vodíku přispívají k nepřímému globálnímu oteplování. Při oxidaci vodíku v atmosféře dochází ke zvyšování koncentrací skleníkových plynů v troposféře i stratosféře. Vodík může unikat ze zařízení na výrobu vodíku a také z jakékoli infrastruktury, v níž se vodík přepravuje, skladuje nebo spotřebovává.

### Černý uhlík
Černý uhlík vzniká při nedokonalém spalování fosilních paliv, biopaliv a biomasy. Nejedná se o skleníkový plyn, ale o látku ovlivňující klima. Černý uhlík může pohlcovat sluneční světlo a snižovat albedo, pokud se usazuje na sněhu a ledu. Nepřímé zahřívání může být způsobeno interakcí s mraky. Černý uhlík zůstává v atmosféře pouze několik dní až týdnů. Emise lze zmírnit modernizací koksárenských pecí, instalací filtrů pevných částic na motorech na bázi nafty, omezením běžného spalování a minimalizací otevřeného spalování biomasy.

## Emise podle sektoru
Celosvětové emise skleníkových plynů lze přičíst různým odvětvím hospodářství. To umožňuje získat představu o různém podílu jednotlivých druhů hospodářské činnosti na změně klimatu a pomáhá pochopit změny potřebné ke zmírnění změny klimatu.
Emise skleníkových plynů lze rozdělit na ty, které vznikají při spalování paliv za účelem výroby energie, a na ty, které vznikají při jiných procesech. Přibližně dvě třetiny emisí skleníkových plynů vznikají při spalování paliv.
Emise vznikající při výrobě energie lze rozdělit podle toho, kde jsou emitovány, nebo kde je výsledná energie spotřebována. Pokud se emise přiděleny místu výroby, pak se výrobci elektřiny podílejí na celosvětových emisích skleníkových plynů přibližně 25 %. Pokud jsou tyto emise přiřazeny konečnému spotřebiteli, pak 24 % celkových emisí vzniká ve výrobě a stavebnictví, 17 % v dopravě, 11 % u domácích spotřebitelů a 7 % u komerčních spotřebitelů. Přibližně 4 % emisí vznikají v samotném energetickém a palivovém průmyslu.
Zbývající třetina emisí pochází z jiných procesů než z výroby energie. 12 % celkových emisí pochází ze zemědělství, 7 % ze změn využití půdy a lesnictví, 6 % z průmyslových procesů a 3 % z odpadů.

### Výroba elektřiny
Největším producentem emisí jsou uhelné elektrárny, které se v roce 2018 podílely na celosvětových emisích skleníkových plynů více než 20 %. Ačkoli jsou mnohem méně znečišťující než uhelné elektrárny, významnými producenty emisí jsou také elektrárny spalující zemní plyn, jejichž podíl na celkové výrobě elektřiny v roce 2018 přesáhl 25 %. Pouhých 5 % největších znečišťovatelů na světě, je zodpovědných za 73 % veškerých emisí CO2 z výroby elektřiny. Přičemž ve zprávě IPCC z roku 2022 se uvádí, že univerzální poskytování moderních energetických služeb by zvýšilo emise skleníkových plynů nanejvýš o několik procent. Toto nepatrné zvýšení znamená, že dodatečná poptávka po energii, která vyplývá z podpory důstojné životní úrovně pro všechny, by byla mnohem nižší než současná průměrná spotřeba energie.

### Zemědělství, lesnictví a využívání půdy

#### Zemědělství
Množství emisí skleníkových plynů ze zemědělství je značné. Zemědělství, lesnictví a využívání půdy se podílí na celosvětových emisích skleníkových plynů 13-21 %. Zemědělství přispívá ke změně klimatu přímými emisemi skleníkových plynů a přeměnou nezemědělské půdy, jako jsou lesy, na zemědělskou půdu. Emise oxidu dusného a metanu tvoří více než polovinu celkových emisí skleníkových plynů ze zemědělství. Významným zdrojem emisí skleníkových plynů je chov zvířat.
Kromě toho, že zemědělství zásadním způsobem využívá půdu a je spotřebitelem fosilních paliv, přispívá zemědělství přímo k emisím skleníkových plynů prostřednictvím postupů, jako je produkce rýže a chov hospodářských zvířat. Trávicí systémy hospodářských zvířat lze rozdělit do dvou kategorií: nepřežvýkavé a přežvýkavé. Přežvýkavý skot pro výrobu hovězího masa a mléčných výrobků se řadí na vysoké příčky v emisích skleníkových plynů; nepřežvýkavé (např. prasata a potraviny související s drůbeží) jsou na nižších příčkách. Konzumace nepřežvýkavých druhů může přinést méně emisí. Tato zvířata mají vyšší účinnost přeměny krmiva a také neprodukují tolik metanu.
Množství skleníkových plynů vyprodukovaných při výrobě a používání dusíkatých hnojiv se odhaduje na přibližně 5 % antropogenních emisí skleníkových plynů. Nejdůležitějším způsobem, jak snížit emise z nich, je používat méně hnojiv a zároveň zvýšit účinnost jejich používání.
Existuje mnoho strategií, které lze použít ke zmírnění dopadů emisí skleníkových plynů ze zemědělství. Některé z těchto strategií zahrnují vyšší efektivitu chovu hospodářských zvířat, tím je myšleno jak celkové řízení, tak i technologie; efektivnější proces nakládání s hnojem; nižší závislost na fosilních palivech a neobnovitelných zdrojích; variabilitu v délce, čase a místě konzumace potravy a napájení zvířat; a omezení produkce i spotřeby potravin živočišného původu.

#### Odlesňování
Odlesňování je významným zdrojem emisí skleníkových plynů. Po spalování fosilních paliv je odlesňování druhým největším antropogenním zdrojem emisí oxidu uhličitého do atmosféry. V roce 2019 bylo odlesňování zodpovědné za přibližně 11 % globálních emisí skleníkových plynů.

#### Změna využití půdy
Změna využití půdy, např. kácení lesů pro zemědělské účely, může ovlivnit koncentraci skleníkových plynů v atmosféře tím, že mění množství uhlíku, které z atmosféry odtéká do propadů uhlíku. Při měření čistých emisí uhlíku panují značné nejistoty. Kromě toho existují spory o tom, jak by měly být propady uhlíku rozděleny mezi různé regiony a v čase. Například soustředění se na novější změny v propadech uhlíku pravděpodobně zvýhodňuje ty regiony, které byly odlesněny dříve, např. v Evropě.

### Přeprava osob a zboží
Více než čtvrtina celosvětových emisí CO2 z dopravy pochází ze silniční nákladní dopravy, takže mnoho zemí dále omezuje emise CO2 z nákladních automobilů, aby pomohly omezit klimatickou změnu.
Námořní doprava se podílí na všech emisích skleníkových plynů, především oxidu uhličitého (3,5 až 4 %). 3 % celosvětových emisí skleníkových plynů z námořní dopravy v roce 2022 z ní učinily šestého největšího emitenta skleníkových plynů na světě.
Trysková letadla přispívají ke změně klimatu tím, že vypouštějí oxid uhličitý, oxidy dusíku, aerodynamický opar a pevné částice. V roce 2018 vyprodukoval celosvětový komerční provoz 2,4 % všech emisí CO2.

### Stavebnictví
V roce 2018 představovala výroba stavebních materiálů a údržba budov 39 % emisí oxidu uhličitého z energie a emisí souvisejících s procesy. Výroba skla, cementu a oceli se na emisích z energie a procesů podílela 11 %. Ke splnění cílů Pařížské dohody bude nutné modernizovat stávající budovy tak, aby se staly efektivnějšími; nestačí pouze uplatňovat nízkoemisní standardy na novou výstavbu. Budovy, které produkují tolik energie, kolik spotřebují, se nazývají nízkoenergetické. Nízkoenergetické budovy jsou navrženy tak, aby byly vysoce efektivní s nízkou celkovou spotřebou energie a emisemi uhlíku - oblíbeným typem je pasivní dům. 
Stavebnictví zaznamenalo v posledních desetiletích výrazný pokrok v oblasti výkonnosti budov a energetické účinnosti. Zelené stavební postupy, které zabraňují emisím nebo zachycují uhlík již přítomný v životním prostředí, umožňují snížit ekologickou stopu stavebnictví, například používání konopného betonu, izolace z celulózových vláken a terénní úpravy.

### Průmyslové procesy

#### Ocel a hliník
Ocel a hliník jsou klíčová hospodářská odvětví pro zachycování a ukládání uhlíku. Většina CO2 emitovaného při výrobě oceli pochází ze spotřeby energie z fosilních paliv a také z využívání vápence k čištění oxidů železa.

#### Plasty
Plasty se vyrábějí převážně z fosilních paliv. Odhaduje se, že s životním cyklem plastů souvisí 3 až 4 % celosvětových emisí skleníkových plynů. Plastový odpad při svém rozkladu uvolňuje oxid uhličitý. Některé z nejběžnějších plastů v životním prostředí uvolňují při vystavení slunečnímu záření metan a etylen v množství, které může ovlivnit zemské klima.
Výroba a spalování plastů v roce 2019 přispěla do atmosféry ekvivalentem 850 milionů tun oxidu uhličitého. Při současném trendu vzrostou roční emise skleníkových plynů z životního cyklu plastů do roku 2030 na 1,34 miliardy tun. Do roku 2050 by emise z životního cyklu plastů mohly dosáhnout 56 miliard tun, což představuje až 14 % zbývajícího uhlíkového rozpočtu Země.

### Digitální služby
V roce 2020 spotřebovala datová centra a přenos dat každé asi 1 % světové spotřeby elektřiny. Digitální sektor produkuje 2 až 4 % celosvětových emisí skleníkových plynů, z čehož velká část pochází z výroby čipů. Sektor však snižuje emise z jiných odvětví, která mají větší globální podíl, jako je doprava osob, případně stavebnictví a průmysl.
Těžba kryptoměn typu proof-of-work vyžaduje obrovské množství elektrické energie, a proto s sebou nese velkou uhlíkovou stopu. Odhaduje se, že v období od 1. ledna 2016 do 30. června 2017 přidaly blockchainy typu proof-of-work, jako jsou Bitcoin, Ethereum a Litecoin, do atmosféry 3 až 15 milionů tun oxidu uhličitého. Bitcoin je energeticky nejméně úspornou kryptoměnou, neboť na jednu transakci spotřebuje 707,6 kilowatthodin elektřiny.

## Snižování emisí skleníkových plynů
Vlády přijaly opatření ke snížení emisí skleníkových plynů, aby zmírnily změnu klimatu. Země a regiony uvedené v příloze I Rámcové úmluvy OSN o změně klimatu (UNFCCC) jsou povinny předkládat UNFCCC pravidelná hodnocení opatření, která přijímají k řešení změny klimatu. Politiky prováděné vládami zahrnují například národní a regionální cíle snižování emisí, podporu energetické účinnosti a podporu transformace energetiky. 